# 이노센트 그레이
이노센트 그레이(Innocent Grey)는 유한회사 궁그닐(Gungnir)의 어덜트 게임 브랜드이다. 같은 회사의 브랜드로 노에시스(Noesis)가 있다. 2004년도에 주식회사 미스릴에서 분사하는 형태로 설립되었다.

## 작품 일람
Innocent Grey
- 카르타그라 ~달빛 광기의 병~(カルタグラ 〜ツキ狂イノ病〜)
  - 스기나 미키 MEMOIRE(杉菜水姫 ArtTableauCollection『MEMOIRE』,『카르타그라 ~달빛 광기의 병~』과 2003년도에 쿠즈류(九頭龍)에서 나온『영재광육(英才狂育)』의 셋트)
- PP -피아니시모- 꼭두각시 인형의 윤무(PP -ピアニッシモ- 操リ人形ノ輪舞)
- 나고미바코(和み匣, 카르타그라와 피아니시모의 팬디스크)
- 껍질소녀(殻ノ少女)
- 크로우카시스 나나츠키의 제물(クロウカシス 七憑キノ贄)
- 공허소녀(虚ノ少女)

Noesis
저가형 브랜드. 판매는 MASTERUP(ja)에서 담당하고 있다.
- 방과후의 선배(放課後の先パイ)
- 마블★블루머(マーブル★ブルマ)
- 프리프레(フリフレ)
- 큐어 걸(CURE GIRL)
- 러브 SM(ラブesエム)

## 주요 스탭
프로듀서
- 스기나 미키

원화
- 스기나 미키
- 고히 기조쿠

음악
- Little Wing